# لويس نيري كاباييرو
لويس نيري كاباييرو (بالإسبانية: Luis Nery Caballero)‏ هو لاعب كرة قدم ومدرب كرة قدم باراغواياني في مركز الهجوم، ولد في 22 أبريل 1990 في أسونسيون في باراغواي. شارك مع منتخب باراغواي تحت 20 سنة لكرة القدم ومنتخب باراغواي لكرة القدم. أما مع النوادي، فقد لعب مع أوليمبيا أسونسيون وكريليا سوفيتوف سامارا ونادي أطلس.

## وصلات خارجية
- لويس نيري كاباييرو على موقع قاعدة بيانات كرة القدم.إي يو (الإنجليزية)
- لويس نيري كاباييرو على موقع ناشيونال فوتبول تيمز (الإنجليزية)
- لويس نيري كاباييرو على موقع Soccerway.com (الإنجليزية)
- لويس نيري كاباييرو على موقع AS.com (الإسبانية)